# Sua Santidade
Sua Santidade (abreviado como SS) é o pronome de tratamento dado a líderes religiosos notáveis, como o Papa, os patriarcas das Igrejas Ortodoxas e o Dalai Lama. O Papa Leão XIV, cuja Igreja Católica congrega o maior número de fiéis do mundo, é direcionado pela forma "Vossa Santidade" em falas dirigidas a ele imediatamente. Já "Sua Santidade" emprega-se em referências indiretas. Nas invocações, utiliza-se a forma "Santíssimo Padre". O pronome é usado oficialmente na diplomacia internacional e em contextos formais. Os papas eméritos, também recebem o tratamento de Sua Santidade.
Por ser usado pelos papas romanos, este tratamento, não faz parte da nobiliarquia, porque papa não é título nobiliárquico, mas sim uma posição pessoal.
No cristianismo, é usado para os líderes da Igreja Católica e a Igreja Ortodoxa Copta (bem como as Igrejas Ortodoxas Orientais). Este pronome também é usado a alguns outros patriarcas da Igreja Cristã. No budismo tibetano, o Dalai Lama também é tratado da mesma maneira, tal como os outros líderes budistas, como Sakya Trizin, o Patriarca de Sakyapa.

## No cristianismo
Atuais líderes cristãos que utilizam o pronome de tratamento Sua Santidade: 

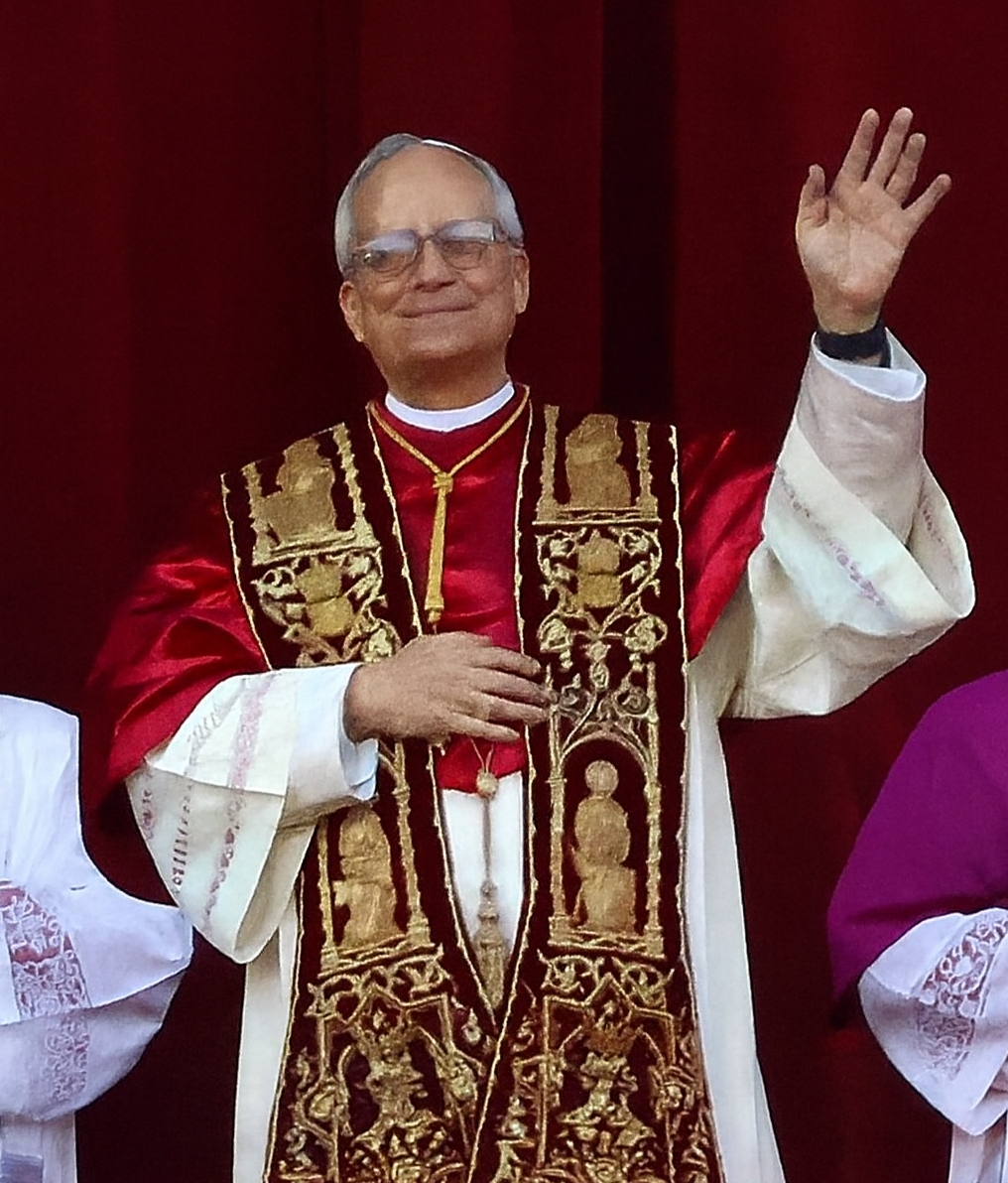
Papa Leão XIV, da Igreja Católica Apostólica Romana (n. 1955)
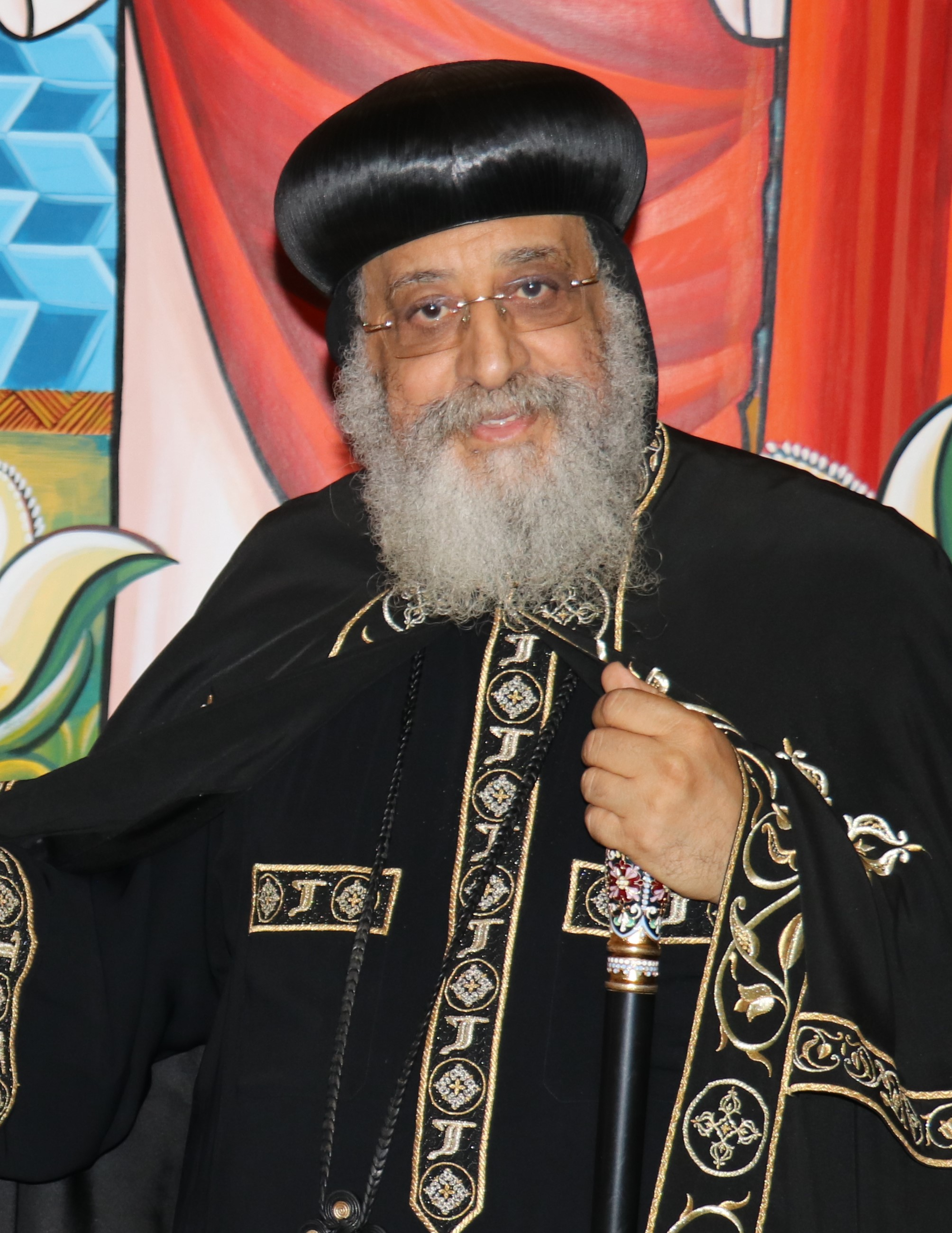
Papa Teodoro II, da Igreja Ortodoxa Copta de Alexandria (n. 1952)
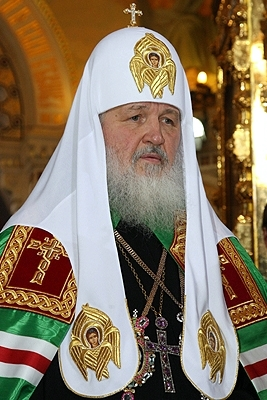
Patriarca Cirilo I, da Igreja Ortodoxa Russa (n. 1946)

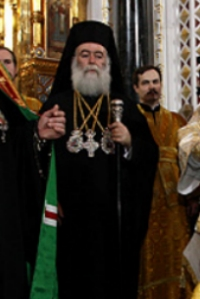
Patriarca Teodoro II, da Igreja Ortodoxa Grega de Alexandria (n. 1954)
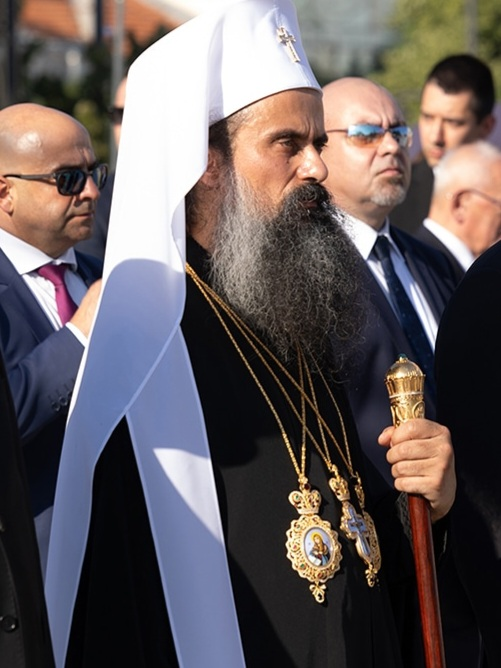
Patriarca Daniel, da Igreja Ortodoxa Búlgara (n. 1945)
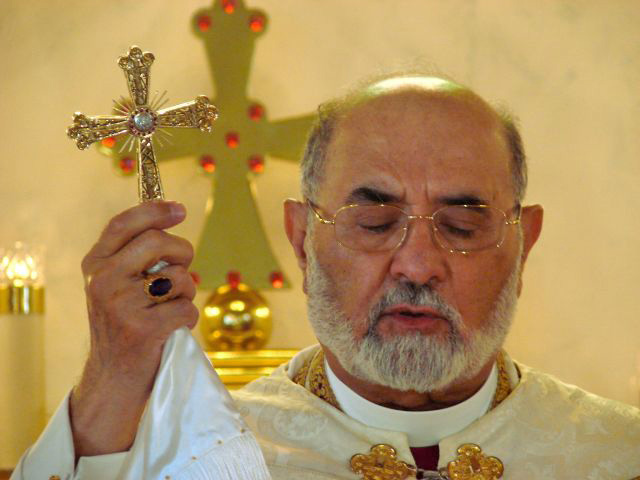
Católicos e Patriarca Mar Dinkha IV , da Santa Igreja Católica Apostólica Assíria do Oriente (n. 1935)
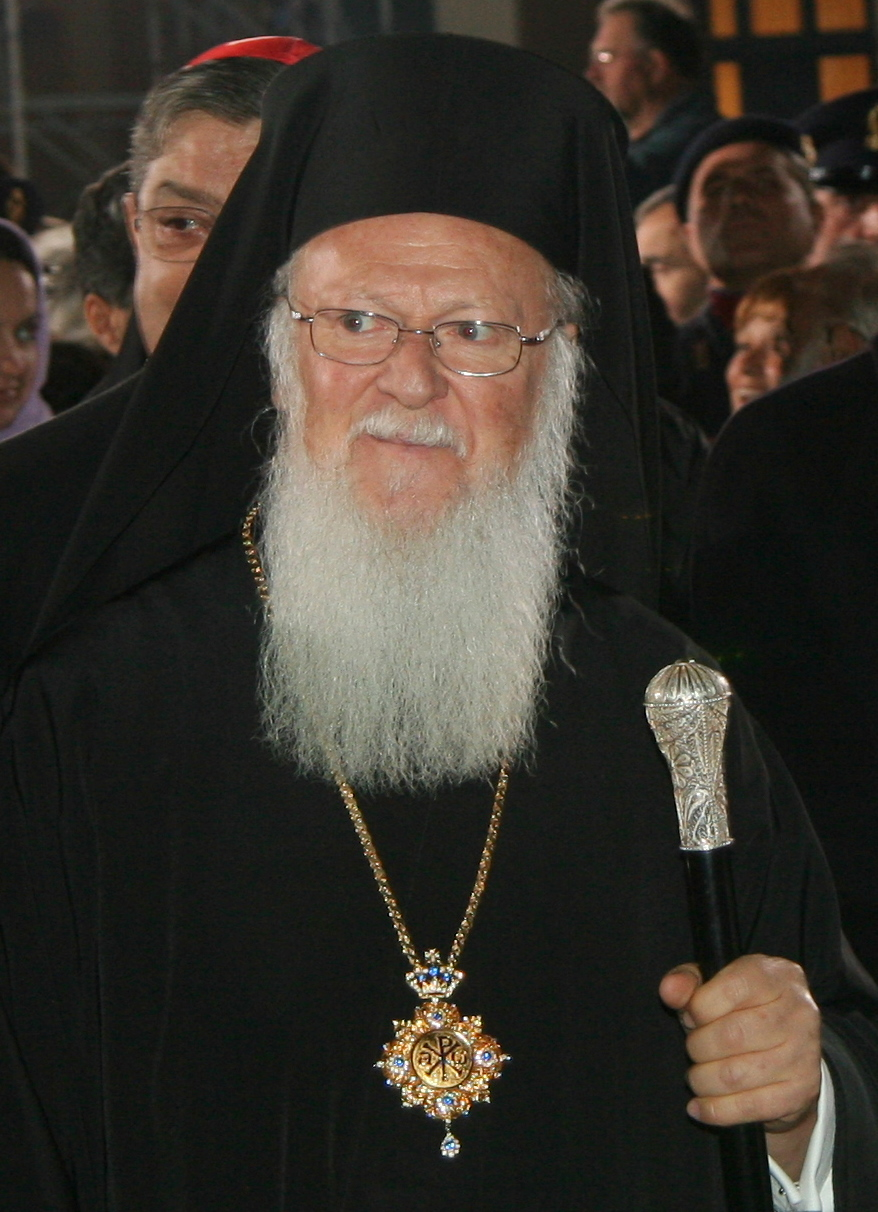
Patriarca Ecumênico Bartolomeu I, da Igreja Ortodoxa de Constantinopla (n. 1940)
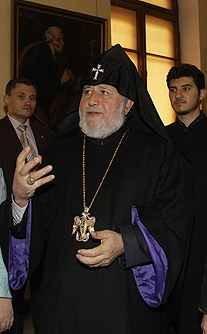
Católicos de Todos os Armênios Karekin II, da Igreja Apostólica Armênia (n. 1951)
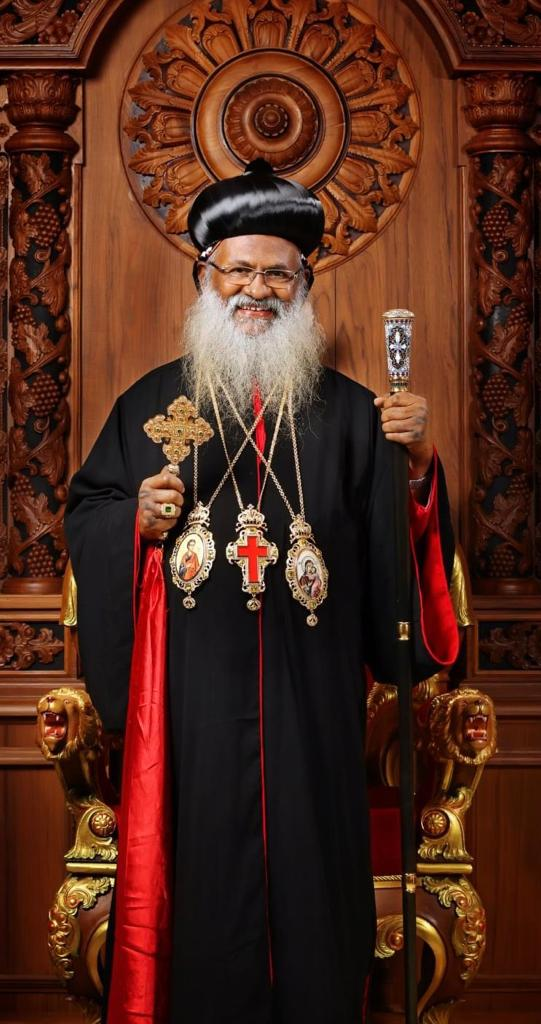
Católico do Oriente Basílio Marthoma Mateus III, da Igreja Ortodoxa Indiana (b. 1949)

## No budismo
Atuais líderes budistas que utilizam o pronome de tratamento Sua Santidade:

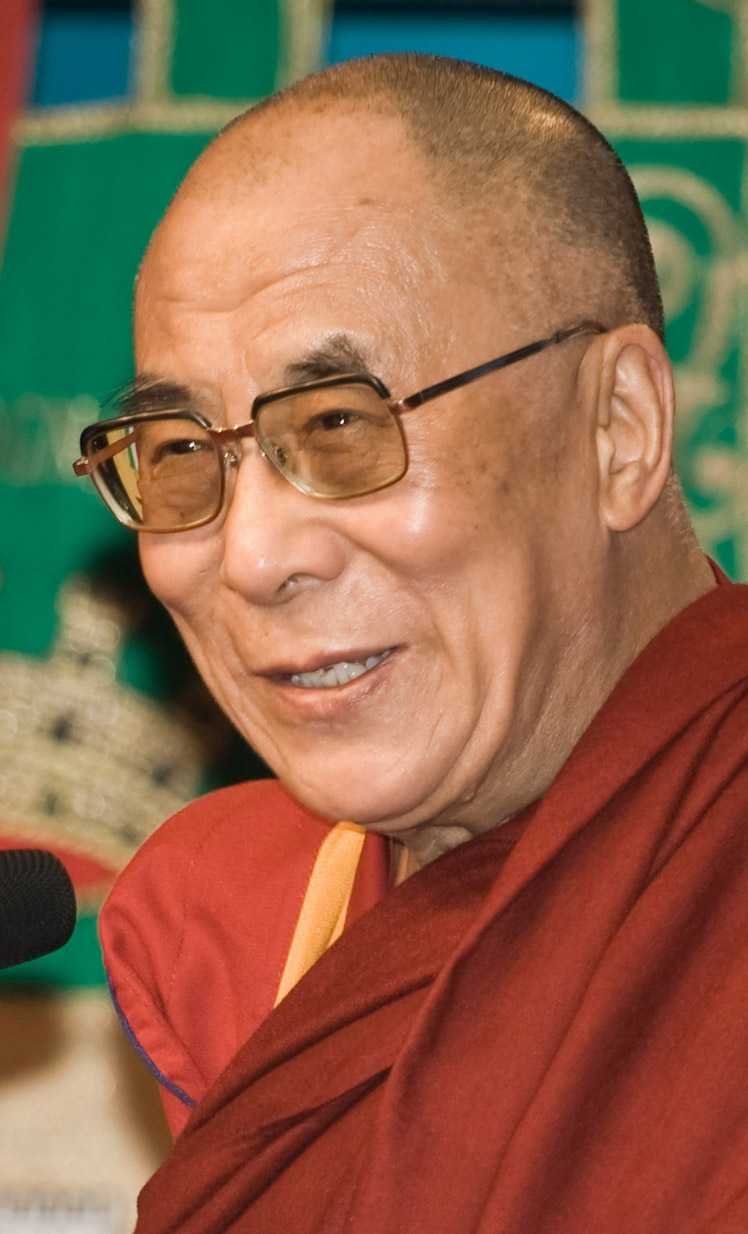
Dalai Lama, Tenzin Gyatso (n. 1935)
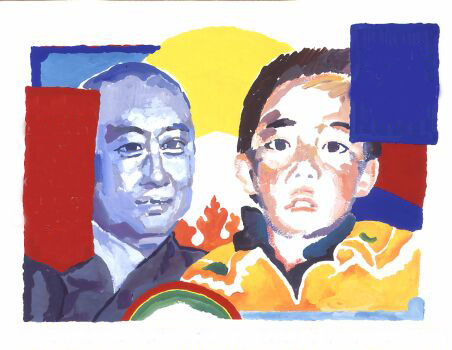
11° Panchen Lama, Gedhun Choekyi Nyima (n. 1989)
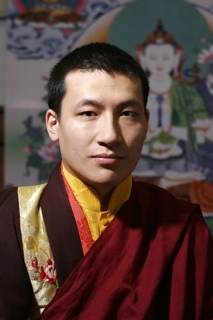
17° Karmapa, Trinley Thaye Dorje (n. 1983)
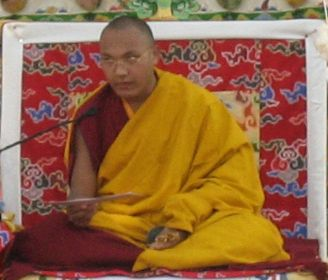
17° Karmapa, Ogyen Trinley Dorje (n. 1985)
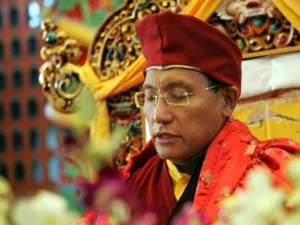
12° Gyalwang Drukpa, Jigme Pema Wangchen  (n. 1963)

## No hinduísmo
Alguns líderes hindus com o título de Sua Santidade:

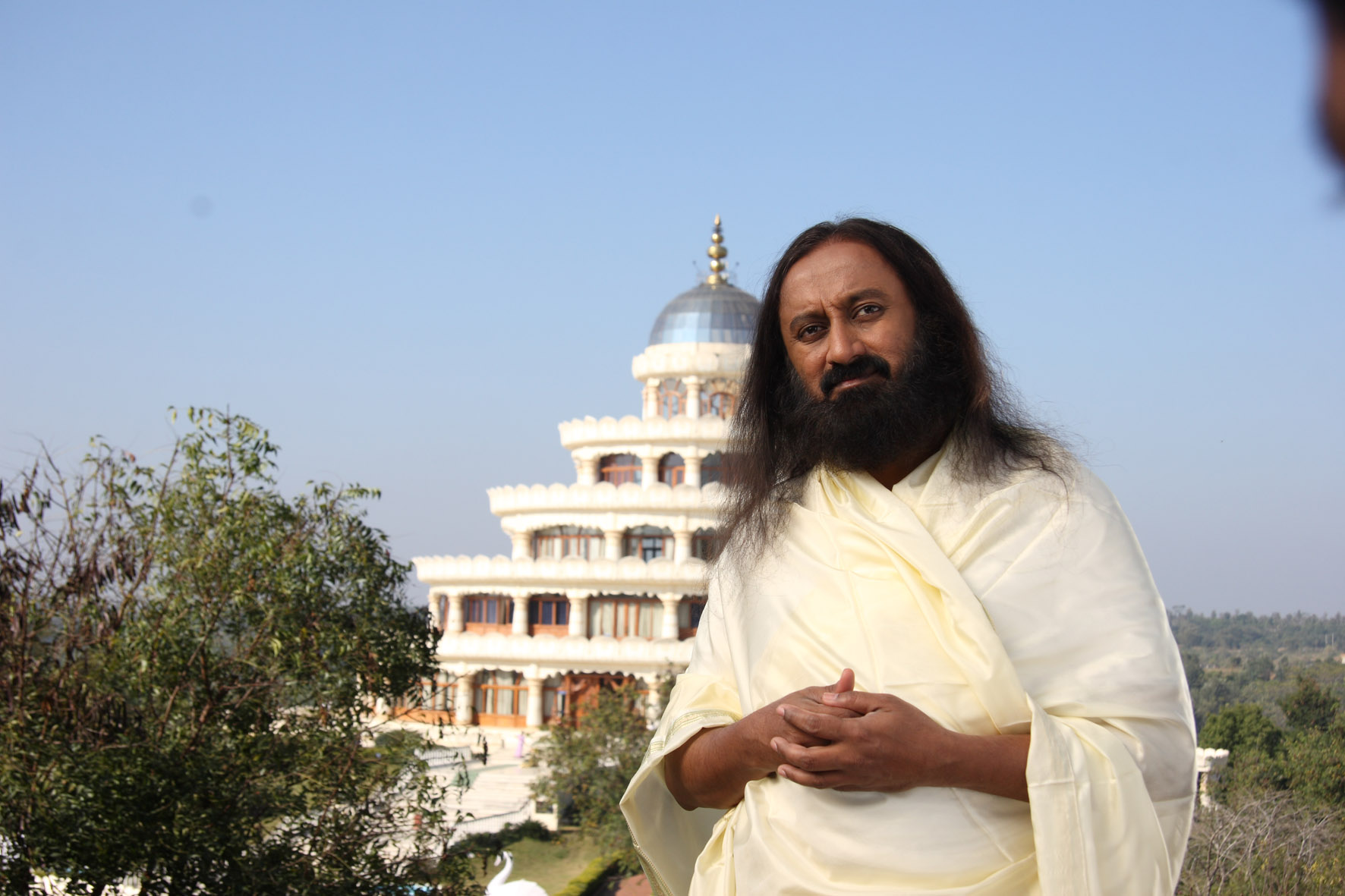
Sri Ravi Shankar, líder e fundador da Art of Living Foundation (n. 1956)